# Switlana Schmidt
Switlana Wolodymyriwna Schmidt (ukrainisch Світлана Володимирівна Шмідт, wiss. Transliteration Svitlana Volodymyrivna Šmidt; * 20. März 1990 in Mariupol, USSR, Sowjetunion) ist eine ehemalige ukrainische Leichtathletin, die sich auf den Hindernislauf spezialisiert hat.

## Sportliche Laufbahn
Erste internationale Erfahrungen sammelte Switlana Schmidt im Jahr 2007, als sie bei den Jugendweltmeisterschaften in Ostrava mit 2:09,10 min im Halbfinale im 800-Meter-Lauf ausschied. Bei den Crosslauf-Europameisterschaften 2009 in Dublin wurde sie nach 15:32 min 50. im U20-Rennen und 2011 schied sie bei den Halleneuropameisterschaften in Paris mit 9:43,62 min in der Vorrunde im 3000-Meter-Lauf aus. Zudem kam sie bei den Weltmeisterschaften in Daegu mit 10:14,16 min nicht über den Vorlauf über 3000 m Hindernis hinaus. Im Jahr darauf startete sie bei den Hallenweltmeisterschaften in Istanbul, den Europameisterschaften in Helsinki sowie bei den Olympischen Sommerspielen in London und 2013 startete sie bei der Sommer-Universiade in Kasan und 2014 bei den Hallenweltmeisterschaften in Sopot. 2015 wurde sie wegen Unregelmäßigkeiten in ihrem Biologischer Pass aufgrund der Anti-Dopingbestimmungen mit einer vierjährigen Wettkampfsperre belegte und all ihre Ergebnisse ab dem 8. März 2012 wurden annulliert. 2019 startete sie beim Valencia-Marathon, beendete daraufhin aber ihre aktive sportliche Karriere im Alter von 29 Jahren.
2011 wurde Schmidt ukrainische Meisterin im 1500-Meter-Lauf sowie über 3000 m Hindernis und in der 4-mal-400-Meter-Staffel. Zudem wurde sie 2012 Hallenmeisterin über 3000 Meter.

## Persönliche Bestleistungen
- 1500 Meter: 4:17,83 min, 2. Juli 2010 in Donezk
  - 1500 Meter (Halle): 4:08,93 min, 27. Januar 2012 in Saporischschja
  - 3000 Meter (Halle): 8:41,01 min, 18. Februar 2012 in Sumy (ukrainischer Rekord)
- 3000 m Hindernis: 9:46,91 min, 4. August 2011 in Donezk